# Bullimus gamay
Bullimus gamay és un rosegador del gènere Bullimus. Viu als boscos de l'illa Camiguin (Filipines), a entre 900 i 1.475 m d'altitud. El nom gamay significa ‘petit’ en cebuà. L'espècie prové probablement d'exemplars de B. bagobus o d'un ancestre d'aquesta espècie que creuaren l'estret poc ample però profund entre Camiguin i Mindanao. B. gamay és una espècie de Bullimus petita amb el pelatge suau, espès i marró vermellós. El ventre és una mica més clar que el dors. El tercer queixal és bastant petit.